# Richard Poiger
Richard Poiger (* 22. Mai 1987 in Wien) ist ein ehemaliger österreichischer Basketballspieler. Der 2,02 Meter große Flügelspieler war österreichischer Teamspieler, lief für St. Pölten sowie Gmunden in der Bundesliga auf und spielte im Laufe seiner Karriere auch für die deutschen Erstligisten Leverkusen und Gießen.

## Laufbahn
Poiger, dessen Eltern Gisela und Peter österreichische Basketballnationalspieler waren, spielte in der Jugend für den Wiener Verein D.C. Xion Timberwolves und wechselte 2004 zum deutschen Bundesligisten Bayer Leverkusen. Für die Rheinländer kam er zunächst in der zweiten Herrenmannschaft (Regionalliga) sowie in der Jugend zum Einsatz. 2006 wurde er mit Leverkusens U20-Mannschaft deutscher Meister, in der Saison 2006/07 bestritt er neun Bundesliga-Spiele für Leverkusen. Zwischen 2007 und 2009 vertrat er die Farben der Gießen 46ers in acht Bundesliga-Spielen und sammelte zusätzliche Einsatzminuten im Hemd des Zweitligisten TV Lich, dem Kooperationsverein Gießens.
2009 kehrte Poiger in sein Heimatland zurück und verstärkte bis 2011 den UBC St. Pölten. Im Spieljahr 2010/11 verbuchte er die besten statistischen Werte seiner Bundesliga-Karriere: In 29 Partien erzielte er im Durchschnitt 14,9 Zähler und 4,8 Rebounds. Vom Internetdienst eurobasket.com wurde er daraufhin in die Auswahl der besten einheimischen Spieler der Bundesliga in der Saison 2010/11 gewählt. Poiger wechselte im Vorfeld der Saison 2011/12 innerhalb der Bundesliga zu den Swans Gmunden. 2012 wurde er mit Gmunden österreichischer Vizemeister und Pokalsieger. Nach dem Ende des Spieljahres 2014/15 zog sich Poiger zunächst aus der Bundesliga zurück, kehrte im Januar 2016 aber ins Gmundener Aufgebot zurück und spielte dort bis zum Abschluss der Saison 2015/16. Im Sommer 2016 übernahm er das Amt des Geschäftsführers der Betreibergesellschaft der Swans Gmunden sowie den Posten als Sportlicher Leiter.

### Nationalmannschaft
Poiger war Teamspieler in den Altersklassen U16, U18 und U20 und nahm an mehreren Junioren-Europameisterschaften teil. Bei der U20-B-EM im Jahr 2007 war er mit einem Schnitt von 19,7 Punkten je Begegnung zweitbester Werfer des Turniers. Er spielte später auch für Österreichs Herrennationalmannschaft und nahm unter anderem an EM-Ausscheidungsspielen teil.